# Yves de Wasseige
Yves de Wasseige (Auvelais, 13 mei 1925 – Charleroi, 2 augustus 2021) was een Belgisch politicus en magistraat.

## Biografie
Van 1944 tot 1945 vocht Yves de Wasseige als vrijwilliger voor de Ierse Brigades van het Belgische leger. Hij behaalde in 1950 het diploma van burgerlijk mijningenieur en in 1951 een licentiaat in de economische wetenschappen aan de Université Catholique de Louvain. Van 1951 tot 1954 werkte hij vervolgens als industrieel ingenieur bij het staalbedrijf Aciérès et Minières de la Sambre en van 1954 tot 1957 was hij onderzoeker aan het Centrum voor Sociale Studies van de Université Catholique de Louvain. Daarna ging hij opnieuw aan de slag als ingenieur in de staalindustrie, van 1957 tot 1958 bij Unichar en van 1958 tot 1975 bij Hainaut-Sambre. Ook was de Wasseige docent aan het FOPES, de Open Faculteit voor Economisch en Sociaal beleid van de UCL.
In 1975 besliste hij actief te worden in de politiek. Als technicus in het domein van bedrijven en de staalindustrie ging hij aan de slag als kabinetschef van PSC-minister van Economische Zaken André Oleffe. Na het overlijden van Oleffe later dat jaar was de Wasseige van 1975 tot 1976 kabinetschef van diens opvolger Fernand Herman. Vervolgens was hij van 1977 tot 1979 algemeen gedelegeerd ingenieur bij het Commissariaat voor Atoomenergie. In 1978 was hij de auteur van een solide reconversieplan voor de Waalse staalindustrie, die de Wasseige wilde herorganiseren in een grote staalmaatschappij.
Als militant van de christelijke arbeidersbeweging MOC, de Waalse regionalistisch-christelijke beweging Rénovation wallonne en het Mouvement populaire wallon trad Yves de Wasseige in 1976 toe tot de Waalsgezinde partij Rassemblement Wallon. Hij zetelde voor de partij van 1978 tot 1981 in de Senaat als provinciaal senator voor de provincie Namen. Als gevolg van de toenmalige dubbelmandaten was hij in die tijd ook lid van de Cultuurraad voor de Franse Cultuurgemeenschap (1979-1980) en de Waalse Gewestraad en de Raad van de Franse Gemeenschap (1980-1981). In de Waalse Gewestraad was de Wasseige van 1980 tot 1981 fractievoorzitter van zijn partij en in 1980-1983 vertegenwoordigde hij de RW eveneens in de Gewestelijke Economische Raad voor Wallonië.
In 1981 stapte Yves de Wasseige uit het RW en werd hij de medestichter van de Rassemblement populaire wallon, waarvan hij van 1982 tot 1984 voorzitter was. De RPW ging in kartel met de PS en voor de RPW zetelde hij van 1981 tot 1985 als provinciaal senator voor Luik opnieuw in de Senaat. In 1984 stapte hij definitief over naar de PS en was voor deze partij van 1985 tot 1991 terug lid van de Senaat, ditmaal als gecoöpteerd senator. Tijdens zijn loopbaan als senator werkte hij mee aan de totstandkoming van de drie rapporten van de onderzoekscommissie naar de gevolgen voor België na de kernramp van Tsjernobyl (1986-1990) en in 1989-1990 was hij rapporteur van de Senaatscommissie belast met het opstellen van een wetsontwerp rond fiscaliteit. Na zijn actieve politieke carrière was de Wasseige van 26 juli 1992 tot 14 december 1994 rechter bij het Arbitragehof.
De Wasseige bleef zijn hele leven een overtuigd Waals militant. In 1986 was hij een van de stichtende leden van de beweging Wallonie Région d'Europe en van 1980 tot 2008 was hij bestuurder van het Institut Jules Destrée. Ook publiceerde hij verschillende naslagwerken met politieke en economische analyses en van 1989 tot 1997 was hij voorzitter van het subregionaal comité voor werk en opleiding in Charleroi. In 1994 was hij de auteur van een studie waarin hij de grote lijnen uitwerkte van een vierdagenwerkweek.
De Wasseige overleed in augustus 2021 op 95-jarige leeftijd.